# Сузан Соломон
Сузан Соломон (англ. Susan ['suːz(ə)n]  Solomon; нар.. 19 січня 1956, Чикаго, США) — американський атмосферний хімік і кліматолог, всесвітньо визнаний лідер у галузях наук про атмосферу, в особливості за її внесок у розуміння причин утворення антарктичної озонової діри.
Старша наукова співробітниця Національного управління океанічних і атмосферних досліджень (з 1991) і професор Массачусетського технологічного інституту (МТІ) (з 2011), член Національної академії наук США (1992) і Американського філософського товариства (2008), іноземний член Французької АН (1995) та Лондонського королівського товариства (2008).
Удостоєна Національної медалі науки (1999) за «пояснення причини [освіта] антарктичної озонової діри»
і Великої медалі Французької АН (2008), а також багатьох інших відзнак, включаючи міжнародних і високопрестижних.
На її честь в 1994 році в Антарктиді на  Землі Вікторії названі  Solomon Glacier і  Solomon Saddle.
У 2008 році вона увійшла до топ-100 найвпливовіших людей світу за версією журналу «Time».
У 2009 році введена до Національного залу слави жінок.
Сузан Соломон — третій найбільш цитований учений у галузі геонаук за період 1990-х років (згідно  Science Watch ).
У 2010 році журнал Гуд Хаус Кіпінг назвав її в числі 125 жінок, що змінили світ.
У 1986 році вона припустила, що антарктична озонова діра зобов'язана своєю появою хлорфторуглеродням, що потім підтвердилося і сприяло прийняттю Монреальського протоколу 1987 року. Через тридцять років Сузан Соломон вперше показала ранні ознаки відновлення озонового шару над Антарктикою.

## Життєпис
Сузан Соломон закінчила у 1977 році Іллінойський технологічний інститут (бакалавр хімії з відзнакою), до Зали слави якого була введена в 2015 році. У Каліфорнійському університеті в Берклі здобула ступінь магістра хімії (1979) і доктора філософії з хімії (1981), а в 2007 році її удостоїли там Відзнаки видатної випускниці.
Потім з того ж 1981 року по теперішній час працює в аерономічній лабораторії, а нині це відділ хімічних наук Національного управління океанічних і атмосферних досліджень — з 1991 року на посаді старшого наукового співробітника (Senior Scientist). У 1992—2006 роках також співпрацювала з National Center for Atmospheric Research, де в 1995—1996 роках була виконуючою обов'язки директорки відділу. Одночасно є приєднаним професором у Колорадському університеті в Боулдері. Була головним науковим консультантом двох магістрів і п'яти аспірантів (Ph.D.).
З 2011 року іменний професор атмосферної хімії та кліматології, а нині екологічних студій Массачусетського технологічного інституту (іменний професор Lee and Geraldine Martin Professor in Environmental Studies з 2018 року).
У 1986 і 1987 роках Сузан Соломон була керівницею наукового проекту на антарктичній станції Мак-Мердо. Саме тоді була підтверджена запропонована нею теорія про взаємодію між ХФУ і полярними стратосферними хмарами як причини утворення озонової діри.
У 2002—2008 роках співголова першої робочої групи Міжурядової групи експертів зі зміни клімату, яка остання була відзначена Нобелівською премією в 2007 році.
У 2007 році працювала запрошеною вченою у Вашингтонському університеті.
Член Американської академії мистецтв і наук (1993) і Королівського хімічного товариства (2006), іноземний член Європейської Академії (1999). Також Сузан Соломон — член Royal Meteorological Society та Американського хімічного товариства, фелло Американського геофізичного союзу.
Почесна член International Polar Foundation (2005), Геологічного товариства Лондона (2008), Американського метеорологічного товариства (2012), American Polar Society (2013), Королівського хімічного товариства (2017).
Почесна доктор Колорадського університету в Боулдері (1993), Тулейнського університету (1994), Williams College (1996), Іллінойсського технологічного інституту (2001), Університету штату Нью-Йорк у Стоуні-Брук (2001), Університету Маямі (2003), британського Університету Східної Англії (2004), Північно-Західного університету (2006), Університету Батлера (2008), Пенсільванського університету (2009), французького Університету П'єра і Марії Кюрі (2010), грецького Афінського університету (2010), Коледжу Сміт (2012), англійської Лідського університету (2013), канадського Університету Британської Колумбії (2015), Браунівського університету (2015).

## Відзнаки
- 1985 — James B. Macelwane Medal[en] Американської геофізичної спілки
- 1989 — Золота медаль за виняткову службу, міністерство торгівлі США
- 1991 — Henry G. Houghton award for excellence in research Американського метеорологічного товариства (American Meteorological Society)
- 1992 — Common Wealth Award of Distinguished Service
- 1994 —  Arthur S. Flemming Award[en]
- 1994 — H. J. Reid award,  Langley Research Center[en], НАСА
- 1996 — Stratospheric Ozone Protection Award, Агентство з охорони навколишнього середовища США
- 1997 — Відзнака за ключовий внесок в розвиток Монреальського протоколу, Програма ООН з навколишнього середовища
- 1998 — Climate Protection Award, Агентство з охорони навколишнього середовища США
- 2000 —  Carl-Gustaf Rossby Research Medal[en], найвища нагорода Американського метеорологічного товариства
- 2002 —  Weizmann Women & Science Award[en]
- 2002 — Золота медаль міністерства торгівлі США
- 2003 — Distinguished  Presidential Rank Award[en]
- 2004 — Премія Блакитна Планета, Японія
- 2006 — Премія В. М. Гольдшмідт, найвища відзнака  геохімічного товариства [en]
- 2007 — Lowell Thomas Award,  Explorers Club[en]
- 2007 — Премія Леметра, Фонд Жоржа Леметра, Бельгія
- 2007 — Нобелівська премія для МГЕЗК
- 2007 — Медаль Вільяма Бові, найвища нагорода Американського геофізичного союзу
- 2008 — Кавалер  Ордена Почесного легіону
- 2008 — Distinguished Presidential Rank Award (вдруге)
- 2008 — Велика медаль Французької академії наук
- 2008 — Медаль Джона Скотта
- 2009 — Введена до Національного залу слави жінок
- 2009 — Volvo Environment Prize
- 2010 —  Service to America Medal[en]
- 2012 — BBVA Foundation's Frontiers of Knowledge Award в категорії «Зміна клімату»
- 2012 — Премія Ветлесена[12]
- 2017 —  Arthur L. Day Prize and Lectureship[en], НАН США
- 2018 — нагорода Бейкерівська лекція Лондонського королівського товариства — за видатний внесок в науку про атмосферу, в особливості в розуміння виснаження полярного озону[8][16]
- 2018 — Премія Крафорда